# Susanne Friede
Susanne A. Friede (* 1969) ist eine deutsche Romanistin und Mediävistin. Sie hat seit 2019 den Lehrstuhl für romanische Philologie, insbesondere französische Literaturwissenschaft, an der Ruhr-Universität Bochum inne.

## Leben
Susanne Friede studierte Klassische und Romanische Philologie an der Universität Göttingen und der Universität Blaise Pascal Clermont-Ferrand II (Licence en lettres modernes, 1992). Nach dem Ersten Staatsexamen, das sie 1995 in den Fächern Latein und Französisch ablegte, arbeitete sie von 1996 bis 2002 am Institut für Lateinische und Romanische Philologie des Mittelalters (Lehrstuhl Ulrich Mölk) an der Universität Göttingen. Im Rahmen dieser Tätigkeit arbeitete sie auch im Teilprojekt A (Typen regionaler Differenzierung und kultureller Identitätsstiftung in der mittelalterlichen Alexanderepik) am Sonderforschungsbereich 529 „Internationalität nationaler Literaturen“. 2001 wurde sie mit der Dissertation Die Wahrnehmung des Wunderbaren. Der Roman d’Alexandre im Kontext der französischen Literatur des 12. Jahrhunderts promoviert. Von 2002 bis 2009 war sie wissenschaftliche Mitarbeiterin für den romanistischen Teil des Vorhabens Europäische Jahrhundertwende. Literatur, Künste, Wissenschaften um 1900 in grenzüberschreitender Wahrnehmung an der Akademie der Wissenschaften zu Göttingen. 2009 erfolgte die Habilitation zum Thema: Der italienische Roman am Übergang zur Moderne. Die Fortsetzungsromane der Nuova Antologia (1899–1908) im ‘Text der Kulturzeitschrift‘.
Von 2009 bis 2011 war Susanne A. Friede wissenschaftliche Redakteurin für die Enzyklopädie des Märchens. Handwörterbuch für historische und vergleichende Erzählforschung (Akademie der Wissenschaften zu Göttingen). Von 2011 bis 2013 vertrat sie Professuren für Französische und Italienische bzw. Romanische Literaturwissenschaft an der Georg-August-Universität Göttingen. 2013 folgte sie einem Ruf an die Universität Klagenfurt und forschte und lehrte dort bis 2019 als Universitätsprofessorin (unbefristet) für Romanistische Literaturwissenschaft. Sie war von 2014 bis 2019 Mitglied des Forschungsrats der Universität Klagenfurt. Von 2017 bis 2019 war sie Sprecherin des HRSM-Projekts „The Exercise of Judgement in the Early Modern Period“, eines Verbundprojektes der Universitäten Klagenfurt (Lead), Graz, Salzburg und Wien. Von 2018 bis 2023 war sie Projektleiterin des österreichischen Teils des DACH-Projekts (DFG/FWF) „Antiklassizismen im Cinquecento“, aus dem die zusammen mit Marc Föcking (Hamburg), Florian Mehltretter und Angela Oster (LMU München) herausgegebene Reihe Classicism and Beyond / Il classicismo e oltre (de Gruyter) hervorging.
Seit dem Wintersemester 2019/2020 hat sie den Lehrstuhl für Romanische Philologie, insb. französische Literatur am Romanischen Seminar der Ruhr-Universität Bochum inne. Sie forscht zur Literatur des Mittelalters, insbesondere zu französischen Artus- und Gralstexten des 12. und 13. Jahrhunderts und zur Trobadorlyrik und zur italienischen und französischen Literatur der Renaissance, vor allem zu Dialogen und zur Lyrik des 16. Jahrhunderts.
Susanne A. Friede ist seit 2020 Mitglied des DFG-Netzwerks LuPE – Literatur und Praktiken der Existenz. Adlige Subjektivierungsformen vom 13. bis zum 16. Jahrhundert.
Seit 2023 leitet sie gemeinsam mit Sarah Bowden (King’s College London) das von der Fritz Thyssen Stiftung geförderte Projekt Sacred Secular. Religion and Secularity in French and German Literature of the 12th century / Religiöses Säkulares in der französischen und deutschen Literatur des 12. Jahrhunderts.
Sie ist Mitglied des 2024 bewilligten Bochumer Graduiertenkollegs (GRK 2945): Glauben – Wissen – Behaupten. Wahrheitsproduktion und Wahrheitsdurchsetzung in der Vormoderne.
Seit 2015 ist Susanne A. Friede Mitherausgeberin des Literaturwissenschaftlichen Jahrbuchs, seit 2020 Mitglied des wissenschaftlichen Beirats der Romanischen Bibliographie (Korrespondentin für „Italienische Literaturwissenschaft“, gemeinsam mit David Nelting, RUB) und seit 2023 Mitglied des Beirats des Mediävistenverbands.

## Schriften (Auswahl)
- Die Wahrnehmung des Wunderbaren. Der Roman d’Alexandre im Kontext der französischen Literatur des 12. Jahrhunderts. Niemeyer, Tübingen 2003, ISBN 3-484-52317-4.
- als Herausgeberin mit Dorothea Kullmann: Das Potenzial des Epos. Die altfranzösische Chanson de geste im europäischen Kontext. Heidelberg 2012, ISBN 978-3-8253-5937-9.
- Der italienische Roman der Jahrhundertwende. Die Fortsetzungsromane in der „Nuova antologia“ (1899–1908) im „Text der Kulturzeitschrift“ (= culturae – Intermedialität und historische Anthropologie. Band 16). Harrassowitz, Wiesbaden 2015, ISBN 3-447-10473-2.
- als Herausgeberin mit Michael Schwarze: Autorschaft und Autorität in den romanischen Literaturen des Mittelalters. Berlin 2015, ISBN 3-11-037064-6.
- Guiraut Riquier: Las Cansos. Kritischer Text und Kommentar von Ulrich Mölk. Ergänzt und neu herausgegeben von Susanne A. Friede. Heidelberg, Winter, 2023, ISBN 978-3-8253-6925-5.
- Marc Föcking, Susanne A. Friede, Florian Mehltretter, Angela Oster: A Companion to Anticlassicisms in the Cinquecento, Berlin, de Gruyter, 2023, https://doi.org/10.1515/9783110783438 (open access)
- „Epilog auf einen Drachenjäger“, in: Ségurant. Die Legende des Drachenritters. Deutsche Erstausgabe. Nach wiederentdeckten mittelalterlichen Handschriften hrsg. von Emanuele Arioli. Ditzingen, reclam, 2024.